# Josephine Di Fine
Josephine Di Fine (Catania, 9 agosto 2004) è una cestista italiana.
Ala di 183 cm, ha giocato in Serie A1 con Ragusa. Ha partecipato al Trofeo delle Regioni 2019. È stata nel giro dell'Italia under 19 e Italia under 20.